# کرستا
کرستا (به لاتین: Krastë) یک شهرک در آلبانی است که در استان بولچیزه واقع شده‌است. کرستا ۱٬۵۴۰ نفر جمعیت دارد.